# دیناژپور-۴
دیناژپور-۴ (به لاتین: Dinajpur-4) یک منطقهٔ مسکونی در بنگلادش است که در ناحیه دیناج‌پور واقع شده‌است.